# Mercado Municipal de Santa Maria da Feira
O Mercado Municipal de Santa Maria da Feira é um mercado municipal em Santa Maria da Feira, Portugal. Projetado pelo arquiteto Fernando Távora em 1953, está classificado como monumento de interesse público.
É uma obra seminal na história da arquitetura portuguesa, sendo unanimemente considerada como a primeira atribuível à corrente da Escola do Porto.

## Contexto
O projeto do mercado foi uma das primeiras obras do arquiteto Fernando Távora após a conclusão dos seus estudos na Escola Superior de Belas-Artes do Porto.
O mercado situa-se no centro histórico de Santa Maria da Feira, enquadrando-se na paisagem envolvente e mantendo relações visuais com o Castelo e com a Igreja e Convento dos Lóios. O programa previa um sector de estabelecimentos comerciais e sectores para venda de produtos alimentares, nomeadamente, carne, peixe, frutas e verduras, animais vivos, entre outras instalações complementares.

## Projeto
O projeto tira partido da morfologia do terreno e integra-se no seu contexto, definindo uma frente de carácter urbano para com a rua.
O mercado é fragmentado em quatro corpos de consistência volumétrica diferente numa plataforma expressiva. Lança desde a rua uma leitura horizontal, evidenciada pelo bloco mais importante do conjunto dos quatro pavilhões, distribuídos em torno de um pátio, conseguindo transmitir um sentido de proteção. Segundo Fernando Távora, este não é um lugar para trocas comerciais e bens essenciais (coisas) mas, um lugar para integrar ideias, é o lugar onde os homens se reúnem.
As diferentes cotas do terreno, que dinamizam o espaço e permitem usufruir de vistas e de vários percursos, remetem para uma conceção espacial liberta, tendo em conta os princípios do movimento moderno, direcionando-se mais para uma atitude integradora da envolvente e de uma tipologia tendencialmente tradicional.
A proposta de implantar um mercado num terreno de 50 x 50 metros leva a adotar uma modulação base, onde toda a composição é organizada e onde simultaneamente se introduz a sua geometria. Este conjunto de blocos é implantado em dois níveis distintos de acordo com as características do terreno.
O corpo principal que faz a transição entre a rua e a área destinada ao mercado é onde se situam os estabelecimentos comerciais e as zonas de serviço destinadas aos mesmos, o veterinário e a administração e a fiscalização. Num outro corpo, situa-se as bancas de flores e frutas, como também, o espaço expositivo. Ainda outro é constituído por balcões para venda de produtos hortícolas. Por fim, é no último corpo que se localizam as zonas para venda de carne e peixe, bem como, animais vivos e respetivas zonas de serviço.
Todas estas zonas foram distribuídas segundo uma métrica definida e evidenciada pelo pavimento em betonilha esquartelada de 1x1m que formam uma grelha em torno de todo o lote e onde foram integrados mosaicos alusivos aos vários produtos para venda, implantados nas zonas a que se destinam.  A forma como a organização do espaço, com as diversas bancas e lojas, se organiza em torno do pátio com a fonte, ao mesmo tempo que cria uma frente urbana de lojas voltadas à rua, confere ao edifício um equilíbrio que explora e permite a valorização do local.

## Construção

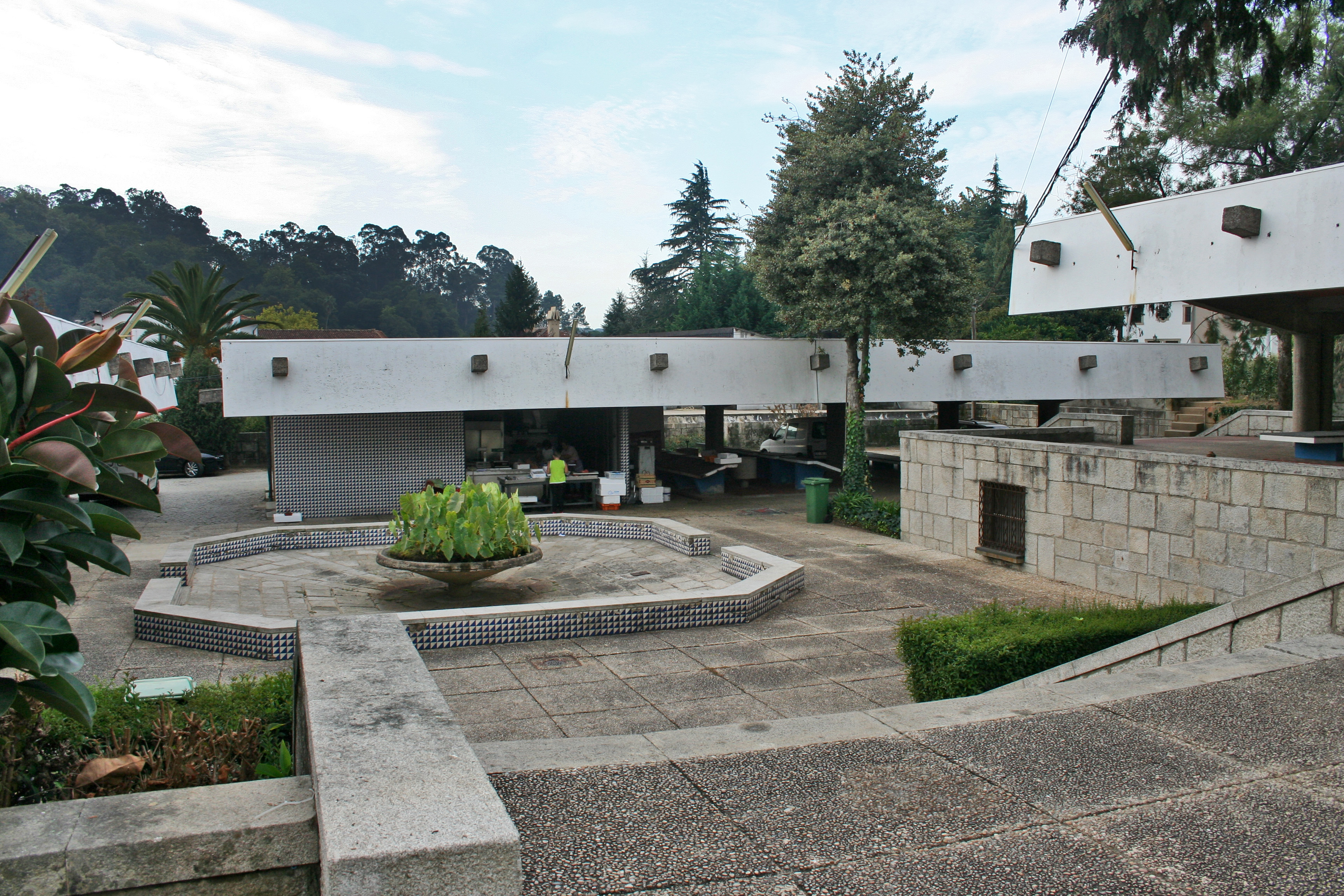
Vista sobre o pátio central

O projeto apresenta uma linguagem austera, pelo uso de materiais e pormenores racionalistas, onde alguns críticos referem influências pré-colombianas na sua evocativa monumentalidade. A particularidade formal do projeto baseia-se num conjunto de coberturas desenhadas como “asas” protetoras que pairam sobre o terreno e que se organizam em plataformas, numa espécie de borboleta adaptada a uma estrutura modular de pequenos pavilhões.
Os quatro corpos elementares de abrigo, que constituem o edifício são construídos numa estrutura em betão, de cobertura em plano inclinado, com fecho no topo, por uma peça de proteção solar que remata as vigas em dupla consola, com uma secção decrescente encastrada nas colunas centrais e estruturantes.
Esta estrutura dos pavilhões aproxima-se da forma de um Y constituída por um pilar central espesso que suporta duas vigas de pendente inclinada para o centro (em sentidos opostos), que por sua vez recebe uma laje contínua ao longo dos vários suportes (Y). Isto permite que a cobertura não seja sobrecarregada com o peso da água das chuvas e que seja escoada diretamente para uma caleira central situada no eixo dos pilares e direcionada para tubos de queda. Assim sendo, na construção é predominante o uso do betão armado, nos pilares e vigas e o granito em muros e paredes. Na criação da frente urbana de lojas, são utilizados grandes planos de vidro que permitem uma maior relação interior/exterior. Nos revestimentos são utilizados azulejos azuis e brancos.
Todo o tipo de mobiliário utilizado no projeto, nomeadamente, as bancas para venda e os lavatórios de apoio, são construídos em betão e granito, respetivamente, ou seja, constituem um mobiliário fixo, dada a permeabilidade do espaço. Os materiais escolhidos mostram o cuidado de envelhecer com o tempo, desde o betão, passando pelo granito e pela utilização da cor vermelha nos tetos, até aos cerâmicos, onde Siza Vieira experimenta uma composição de pequenos mosaicos alusivos aos produtos para venda. A modernidade convive e assimila a tradição nos usos e costumes do programa e nas subtis inflexões ao recurso a materiais e soluções espaciais.